# سلمى الصائغ
سلمى بنت جبران الصائغ (1889-1953) أديبة لبنانية معاصرة، لها مقالات أدبية تنمّ عن مقدرة وسعة اطلاع ممزوجتين يذوق رفيع، وإحساس مرهف ووطنية صادقة. قضت شطرا كبيرا من حياتها في تعليم اللغة العربية. ترجمت عن الفرنسية رواية فتاة الفرس (رواية) ونشرتها في مجلة تسمى المرأة الجديدة. سميت باسمها ثانوية «سلمى الصايغ الرسمية للبنات».

## مؤلفاتها
- النسمات (يشمل ما نشرته في الصحف من مقالات)
- صور وذكريات
- مذكرات شرقية